# Curling-Weltmeisterschaft der Damen 2001
Die Curling-Weltmeisterschaft der Damen 2001 (offiziell: Ford World Women’s Curling Championship 2001) war die 23. Austragung der Welttitelkämpfe im Curling der Damen. Das Turnier fand vom 31. März bis 8. April des Jahres in Lausanne in der Schweiz im Patinoire de Malley statt. 
Die Kanadierinnen feierten gegen Schweden die Titelverteidigung und damit den zwölften Weltmeistertitel. Schottland musste sich im Spiel um die Bronzemedaille gegen die Däninnen mit dem undankbaren vierten Platz begnügen. Erstmals nahm ein russisches Team an einer Damen-WM teil.
Gespielt wurde ein Rundenturnier (Round Robin), was bedeutet, dass jeder gegen jeden antritt. 

## Teilnehmende Nationen
| Dänemark | Deutschland | Japan | Kanada | Norwegen |
| --- | --- | --- | --- | --- |
| Hvidovre CC, Hvidovre Skip: Lene Bidstrup Third: Malene Krause Second: Susanne Slotsager Lead: Avijaja Lund Nielsen Ersatz: Lisa Richardson    | SC Riessersee, Garmisch-Partenkirchen Skip: Andrea Schöpp Third: Natalie Nessler Second: Heike Wieländer Lead: Jane Boake-Cope Ersatz: Andrea Stock | Tokoro CC, Tokoro Skip: Akiko Katō Third: Yumie Hayashi Second: Ayumi Onodera Lead: Mika Konaka Ersatz: Yukari Okazaki            | Mayflower CC, Halifax Skip: Colleen Jones Third: Kim Kelly Second: Mary-Anne Waye Lead: Nancy Delahunt Ersatz: Laine Peters     | Snarøen CC, Oslo Skip: Dordi Nordby Third: Hanne Woods Second: Marianne Haslum Lead: Kristin Løvseth Ersatz: Camilla Holth    |
| Russland | Schottland | Schweden | Schweiz | Vereinigte Staaten |
| Moskwitsch CC, Moskau Skip: Olga Scharkowa Third: Nina Golowtschenko Second: Nkeiruka Jesech Lead: Jana Nekrassowa Ersatz: Anastassija Skultan | Kirriemuir Ladies CC, Glasgow Skip: Julia Ewart Third: Heather Byers Second: Nancy Murdoch Lead: Lynn Cameron Ersatz: Edith Loudon                  | Härnösands CK, Härnösand Skip: Anette Norberg Third: Cathrine Norberg Second: Eva Lund Lead: Helena Lingham Ersatz: Maria Engholm | Solothurn CC, Solothurn Skip: Nadja Heuer Third: Carmen Küng Second: Sybil Bachofen Lead: Vera Heuer Ersatz: Yvonne Schlunegger | Bemidji CC, Bemidji Skip: Kari Erickson Third: Debbie McCormick Second: Stacey Liapis Lead: Ann Swisshelm Ersatz: Joni Cotten |

## Tabelle der Round Robin
| Schlüssel | Schlüssel                       |
| --------- | ------------------------------- |
|           | Qualifiziert für das Halbfinale |

| Platz | Team               | Spiele | Siege | Ndlg. |
| ----- | ------------------ | ------ | ----- | ----- |
| 1.    | Kanada             | 9      | 7     | 2     |
| 2.    | Schweden           | 9      | 7     | 2     |
| 3.    | Schottland         | 9      | 6     | 3     |
| 4.    | Dänemark           | 9      | 6     | 3     |
| 5.    | Deutschland        | 9      | 5     | 4     |
| 6.    | Vereinigte Staaten | 9      | 5     | 4     |
| 7.    | Japan              | 9      | 4     | 5     |
| 8.    | Norwegen           | 9      | 3     | 6     |
| 9.    | Russland           | 9      | 2     | 7     |
| 10.   | Schweiz            | 9      | 0     | 9     |

## Ergebnisse der Round Robin

### Runde 1
| Begegnung                  | Resultat |
| -------------------------- | -------- |
| Vereinigte Staaten – Japan | 6:4      |

| Begegnung                | Resultat |
| ------------------------ | -------- |
| Schottland – Deutschland | 4:6      |

| Begegnung          | Resultat |
| ------------------ | -------- |
| Schweiz – Russland | 2:9      |

| Begegnung         | Resultat |
| ----------------- | -------- |
| Kanada – Dänemark | 6:7      |

| Begegnung           | Resultat |
| ------------------- | -------- |
| Norwegen – Schweden | 2:5      |

### Runde 2
| Begegnung             | Resultat |
| --------------------- | -------- |
| Norwegen – Schottland | 6:4      |

| Begegnung           | Resultat |
| ------------------- | -------- |
| Russland – Schweden | 5:11     |

| Begegnung                   | Resultat |
| --------------------------- | -------- |
| Vereinigte Staaten – Kanada | 6:5      |

| Begegnung       | Resultat |
| --------------- | -------- |
| Schweiz – Japan | 8:10     |

| Begegnung              | Resultat |
| ---------------------- | -------- |
| Deutschland – Dänemark | 9:10     |

### Runde 3
| Begegnung           | Resultat |
| ------------------- | -------- |
| Dänemark – Schweden | 3:8      |

| Begegnung      | Resultat |
| -------------- | -------- |
| Japan – Kanada | 8:9      |

| Begegnung              | Resultat |
| ---------------------- | -------- |
| Deutschland – Norwegen | 8:5      |

| Begegnung                     | Resultat |
| ----------------------------- | -------- |
| Russland – Vereinigte Staaten | 4:7      |

| Begegnung            | Resultat |
| -------------------- | -------- |
| Schweiz – Schottland | 4:6      |

### Runde 4
| Begegnung           | Resultat |
| ------------------- | -------- |
| Japan – Deutschland | 4:6      |

| Begegnung                    | Resultat |
| ---------------------------- | -------- |
| Schweiz – Vereinigte Staaten | 5:7      |

| Begegnung             | Resultat |
| --------------------- | -------- |
| Schottland – Schweden | 4:3      |

| Begegnung           | Resultat |
| ------------------- | -------- |
| Dänemark – Norwegen | 6:5      |

| Begegnung         | Resultat |
| ----------------- | -------- |
| Kanada – Russland | 8:4      |

### Runde 5
| Begegnung          | Resultat |
| ------------------ | -------- |
| Schweiz – Norwegen | 8:10     |

| Begegnung              | Resultat |
| ---------------------- | -------- |
| Deutschland – Russland | 7:8      |

| Begegnung        | Resultat |
| ---------------- | -------- |
| Japan – Dänemark | 9:7      |

| Begegnung           | Resultat |
| ------------------- | -------- |
| Schottland – Kanada | 4:5      |

| Begegnung                     | Resultat |
| ----------------------------- | -------- |
| Schweden – Vereinigte Staaten | 8:5      |

### Runde 6
| Begegnung         | Resultat |
| ----------------- | -------- |
| Schweden – Kanada | 1:8      |

| Begegnung                     | Resultat |
| ----------------------------- | -------- |
| Vereinigte Staaten – Dänemark | 4:6      |

| Begegnung             | Resultat |
| --------------------- | -------- |
| Russland – Schottland | 5:12     |

| Begegnung             | Resultat |
| --------------------- | -------- |
| Deutschland – Schweiz | 7:5      |

| Begegnung        | Resultat |
| ---------------- | -------- |
| Japan – Norwegen | 7:5      |

### Runde 7
| Begegnung                       | Resultat |
| ------------------------------- | -------- |
| Schottland – Vereinigte Staaten | 8:2      |

| Begegnung        | Resultat |
| ---------------- | -------- |
| Schweden – Japan | 8:4      |

| Begegnung            | Resultat |
| -------------------- | -------- |
| Kanada – Deutschland | 9:3      |

| Begegnung           | Resultat |
| ------------------- | -------- |
| Norwegen – Russland | 8:4      |

| Begegnung          | Resultat |
| ------------------ | -------- |
| Dänemark – Schweiz | 9:3      |

### Runde 8
| Begegnung           | Resultat |
| ------------------- | -------- |
| Russland – Dänemark | 3:7      |

| Begegnung         | Resultat |
| ----------------- | -------- |
| Kanada – Norwegen | 8:1      |

| Begegnung          | Resultat |
| ------------------ | -------- |
| Schweden – Schweiz | 9:4      |

| Begegnung          | Resultat |
| ------------------ | -------- |
| Japan – Schottland | 7:12     |

| Begegnung                        | Resultat |
| -------------------------------- | -------- |
| Vereinigte Staaten – Deutschland | 4:8      |

### Runde 9
| Begegnung        | Resultat |
| ---------------- | -------- |
| Kanada – Schweiz | 11:5     |

| Begegnung             | Resultat |
| --------------------- | -------- |
| Dänemark – Schottland | 4:6      |

| Begegnung                     | Resultat |
| ----------------------------- | -------- |
| Norwegen – Vereinigte Staaten | 5:10     |

| Begegnung              | Resultat |
| ---------------------- | -------- |
| Schweden – Deutschland | 6:5      |

| Begegnung        | Resultat |
| ---------------- | -------- |
| Russland – Japan | 6:9      |

## Play-off

### Turnierbaum
|  | Halbfinale | Halbfinale | Halbfinale |   |        | Finale                      | Finale                      | Finale                      |
|  |            |            |            |   |        |                             |                             |                             |
|  |            |            |            |   |        |                             |                             |                             |
|  | 1          | Kanada     | 10         |   |        |                             |                             |                             |
|  | 4          | Dänemark   | 4          |   |        |                             |                             |                             |
|  |            |            |            | 1 | Kanada | 5                           |                             |                             |
|  |            |            |            |   | 2      | Schweden                    | 2                           |                             |
|  | 2          | Schweden   | 8          |   |        |                             |                             |                             |
|  | 3          | Schottland | 5          |   |        | Spiel um die Bronzemedaille | Spiel um die Bronzemedaille | Spiel um die Bronzemedaille |
|  |            |            |            |   |        | 4                           | Schottland                  | 6                           |
|  | 3          | Dänemark   | 7          |   |        |                             |                             |                             |
|  |            |            |            |   |        |                             |                             |                             |

### Halbfinale
| Begegnung         | Resultat |
| ----------------- | -------- |
| Kanada – Dänemark | 10:4     |

| Begegnung             | Resultat |
| --------------------- | -------- |
| Schweden – Schottland | 8:4      |

### Spiel um die Bronzemedaille
| Begegnung             | Resultat |
| --------------------- | -------- |
| Schottland – Dänemark | 6:7      |

### Finale
| Team     |  | 1 | 2 | 3 | 4 | 5 | 6 | 7 | 8 | 9 | 10 | Gesamt |
| -------- |  | - | - | - | - | - | - | - | - | - | -- | ------ |
| Schweden |  | 0 | 0 | 0 | 0 | 0 | 0 | 0 | 0 | 2 | 0  | 2      |
| Kanada   |  | 0 | 0 | 0 | 0 | 1 | 0 | 2 | 1 | 0 | 1  | 5      |

## Endstand
| Platz | Land               |
| ----- | ------------------ |
| 1     | Kanada             |
| 2     | Schweden           |
| 3     | Dänemark           |
| 4     | Schottland         |
| 5     | Deutschland        |
| 6     | Vereinigte Staaten |
| 7     | Japan              |
| 8     | Norwegen           |
| 9     | Russland           |
| 10    | Schweiz            |